# Central Hockey League 2004/05
Die Saison 2004/05 war die 13. reguläre Saison der Central Hockey League. Die 17 Teams absolvierten in der regulären Saison je 60 Begegnungen. Die Central Hockey League wurde in vier Divisions ausgespielt. Das punktbeste Team der regulären Saison waren die Colorado Eagles, die in den Play-offs zum ersten Mal den Ray Miron President’s Cup gewannen.

## Teamänderungen
Folgende Änderungen wurden vor Beginn der Saison vorgenommen:
- Die Indianapolis Ice wurden nach Topeka, Kansas, umgesiedelt und spielten fortan unter dem Namen Topeka Tarantulas.

## Reguläre Saison

### Abschlusstabellen
Abkürzungen: GP = Spiele, W = Siege, L = Niederlagen, T = Unentschieden, OTL = Niederlage nach Overtime, GF = Erzielte Tore, GA = Gegentore, Pts = Punkte
| Northeast Division         | GP | W  | L  | OTL | SOL | GF  | GA  | Pts |
| -------------------------- | -- | -- | -- | --- | --- | --- | --- | --- |
| Bossier-Shreveport Mudbugs | 60 | 36 | 17 | 1   | 6   | 175 | 152 | 79  |
| Tulsa Oilers               | 60 | 32 | 25 | 1   | 2   | 206 | 210 | 67  |
| Oklahoma City Blazers      | 60 | 27 | 22 | 2   | 9   | 187 | 180 | 65  |
| Memphis RiverKings         | 60 | 30 | 28 | 1   | 1   | 206 | 205 | 62  |
| Fort Worth Brahmas         | 60 | 26 | 28 | 3   | 3   | 154 | 175 | 58  |

| Northwest Division   | GP | W  | L  | OTL | SOL | GF  | GA  | Pts |
| -------------------- | -- | -- | -- | --- | --- | --- | --- | --- |
| Colorado Eagles      | 60 | 43 | 10 | 5   | 2   | 221 | 123 | 93  |
| Wichita Thunder      | 60 | 40 | 17 | 2   | 1   | 210 | 158 | 83  |
| New Mexico Scorpions | 60 | 27 | 27 | 1   | 5   | 185 | 210 | 60  |
| Topeka Tarantulas    | 60 | 16 | 39 | 2   | 3   | 153 | 221 | 37  |

| Southeast Division            | GP | W  | L  | OTL | SOL | GF  | GA  | Pts |
| ----------------------------- | -- | -- | -- | --- | --- | --- | --- | --- |
| Laredo Bucks                  | 60 | 35 | 22 | 1   | 2   | 196 | 148 | 73  |
| Corpus Christi Rayz           | 60 | 28 | 25 | 2   | 5   | 182 | 196 | 63  |
| Austin Ice Bats               | 60 | 28 | 27 | 1   | 4   | 192 | 216 | 61  |
| Rio Grande Valley Killer Bees | 60 | 19 | 38 | 1   | 2   | 149 | 221 | 41  |

| Southwest Division   | GP | W  | L  | OTL | SOL | GF  | GA  | Pts |
| -------------------- | -- | -- | -- | --- | --- | --- | --- | --- |
| Lubbock Cotton Kings | 60 | 34 | 23 | 3   | 0   | 171 | 149 | 71  |
| Amarillo Gorillas    | 60 | 31 | 20 | 6   | 3   | 169 | 172 | 71  |
| San Angelo Saints    | 60 | 32 | 22 | 3   | 3   | 169 | 177 | 70  |
| Odessa Jackalopes    | 60 | 26 | 22 | 6   | 6   | 158 | 170 | 64  |

## Ray-Miron-President’s_Cup-Playoffs
| Ray-Miron-Cup-Viertelfinale | Ray-Miron-Cup-Viertelfinale | Ray-Miron-Cup-Viertelfinale |     |                            | Ray-Miron-Cup-Halbfinale | Ray-Miron-Cup-Halbfinale | Ray-Miron-Cup-Halbfinale |  |  | Ray-Miron-Cup-Finale | Ray-Miron-Cup-Finale | Ray-Miron-Cup-Finale |
|                             |                             |                             |     |                            |                          |                          |                          |  |  |                      |                      |                      |
| NW1                         | Colorado Eagles             | 4                           |     |                            |                          |                          |                          |  |  |                      |                      |                      |
| NE2                         | Tulsa Oilers                | 1                           |     |                            |                          |                          |                          |  |  |                      |                      |                      |
| NE2                         | Tulsa Oilers                | 1                           | NW1 | Colorado Eagles            | 4                        |                          |                          |  |  |                      |                      |                      |
|                             |                             |                             | NW1 | Colorado Eagles            | 4                        |                          |                          |  |  |                      |                      |                      |
|                             | NW2                         | Wichita Thunder             | 2   |                            |                          |                          |                          |  |  |                      |                      |                      |
| NE1                         | NW2                         | Wichita Thunder             | 2   | Bossier-Shreveport Mudbugs | 3                        |                          |                          |  |  |                      |                      |                      |
| NE1                         |                             |                             |     | Bossier-Shreveport Mudbugs | 3                        |                          |                          |  |  |                      |                      |                      |
| NW2                         | Wichita Thunder             | 4                           |     |                            |                          |                          |                          |  |  |                      |                      |                      |
| NW2                         | Wichita Thunder             | 4                           | NW1 | Colorado Eagles            | 4                        |                          |                          |  |  |                      |                      |                      |
|                             |                             |                             |     | Colorado Eagles            | 4                        |                          |                          |  |  |                      |                      |                      |
|                             | SE1                         | Laredo Bucks                | 1   |                            |                          |                          |                          |  |  |                      |                      |                      |
| SE1                         | SE1                         | Laredo Bucks                | 1   | Laredo Bucks               | 4                        |                          |                          |  |  |                      |                      |                      |
| SE1                         |                             |                             |     | Laredo Bucks               | 4                        |                          |                          |  |  |                      |                      |                      |
| SW3                         | San Angelo Saints           | 3                           |     |                            |                          |                          |                          |  |  |                      |                      |                      |
| SW3                         | San Angelo Saints           | 3                           | SE1 | Laredo Bucks               | 4                        |                          |                          |  |  |                      |                      |                      |
|                             |                             |                             | SE1 | Laredo Bucks               | 4                        |                          |                          |  |  |                      |                      |                      |
|                             | SW2                         | Amarillo Gorillas           | 0   |                            |                          |                          |                          |  |  |                      |                      |                      |
| SW1                         | SW2                         | Amarillo Gorillas           | 0   | Lubbock Cotton Kings       | 1                        |                          |                          |  |  |                      |                      |                      |
| SW1                         |                             |                             |     | Lubbock Cotton Kings       | 1                        |                          |                          |  |  |                      |                      |                      |
| SW2                         | Amarillo Gorillas           | 4                           |     |                            |                          |                          |                          |  |  |                      |                      |                      |

## Vergebene Trophäen
| Auszeichnung                                                          | Spieler         | Team                 |
| --------------------------------------------------------------------- | --------------- | -------------------- |
| Commissioner’s Trophy Bester Trainer                                  | Chris Dashney   | Lubbock Cotton Kings |
| Most Valuable Player Bester Spieler der regulären Saison              | Greg Pankewicz  | Colorado Eagles      |
| Playoff Most Valuable Player Bester Spieler der Playoffs              | Chris Hartsburg | Colorado Eagles      |
| Rookie of the Year Bester Rookie der regulären Saison                 | Tyler Weiman    | Colorado Eagles      |
| Most Outstanding Defenseman Bester Verteidiger der regulären Saison   | Paul Esdale     | Wichita Thunder      |
| Most Outstanding Goaltender Bester Torhüter der regulären Saison      | Tyler Weiman    | Colorado Eagles      |
| Joe Burton Award Bester Scorer der regulären Saison                   | Jason Duda      | Wichita Thunder      |
| Ray Miron President’s Cup Gewinner der Central-Hockey-League-Playoffs | Colorado Eagles | Colorado Eagles      |
| Governors’ Cup Bestes Team der regulären Saison                       | Colorado Eagles | Colorado Eagles      |